# عكا والملوك
عكا والملوك هي رواية للكاتب الفلسطيني أحمد رفيق عوض. صدرت عام 2003 عن بيت المقدس في رام الله، وجاءت في 239 صفحة.

## ملخص عن الرواية
تتناول فترة الحروب الصليبية، مع التركيز على حصار مدينة عكا والأحداث التاريخية التي تلت ذلك. تستند الرواية إلى وقائع تاريخية، لكنها تُقدَّم برؤية معاصرة تُسلّط الضوء على قضايا الحاضر وتحدياته، ما يجعلها نصًا يتجاوز مجرد السرد التاريخي إلى تحليل الواقع الحديث من خلال الماضي.
قدمت الرواية شكلا من أشكال الرواية الجديدة على مستوى البناء الفني وتقنيات السرد، وتعدد الأصوات، وترسل للمتلقى رسالة حيوية تدور حول مفهوم القيادة الحية في حالتي النصر والهزيمة من خلال ترهين نص تاريخي ينتمي لصلاح الدين الأيوبي وعصره. ويقدم البحث مقاربة نقدية للنص الروائي تحليلا وتأويلا ويكشف عن جماليات البناء الفني الجديد في محاور متآخية منها: 
- الروائي والراوي والمتلقي بين التخفي والتجلي والمشاركة.
- بنية التجانس واللاتجانس في الأصوات الروائية.
- اللغة والأسلوب والزمان والمكان.
- اتخذ الباحث مفهوم (الرؤية، أو وجهة النظر) منهجا في مقاربة النص وتأويله، ومن ثم جاءت قراءته مفتوحة تتناسب وطبيعة النص الثرية.

#### الشخصيات والأحداث
تضم الرواية شخصيات تاريخية بارزة، أبرزها صلاح الدين الأيوبي والملك ريتشارد قلب الأسد. يُبرز الكاتب الجوانب الإنسانية والنفسية لهذه الشخصيات، موضحًا الصراعات الداخلية والتحديات التي واجهها كل منهما. كما أن الشخصيات الأخرى، سواء كانت خيالية أو تاريخية، تساهم في إثراء السرد وتقديم وجهات نظر متعددة حول الصراع.

#### الأسلوب السردي والتقنيات الفنية
تتميز الرواية بتعدد الأصوات السردية، حيث يُقدّم الكاتب وجهات نظر مختلفة للأحداث، مما يمنحها بعدًا ديناميكيًا. كما يعتمد الكاتب على تقنيات سردية حديثة، مثل الاسترجاع الزمني والتداخل بين الأزمنة، لربط الماضي بالحاضر وإبراز تأثير الأحداث التاريخية على الواقع المعاصر.

#### المكان والزمان
تلعب مدينة عكا دورًا محوريًا في الرواية، حيث يُبرز الكاتب تفاصيلها الجغرافية والتاريخية، مما يُساعد القارئ على تصور الأحداث والشعور بواقعيتها. كما أن الزمن في الرواية لا يسير بخط مستقيم، بل يخضع لتحريف جمالي يُضفي عليه طابعًا دراميًا يعزز من عمق السرد.

#### اللغة والأسلوب
يُلاحظ أن لغة الرواية تتسم بالفصاحة والدقة، حيث يختار الكاتب مفرداته بعناية لتناسب السياق التاريخي والسردي. كما أن الرواية تعتمد بشكل أساسي على السرد، مع تقليل الحوار، ما يمنحها طابعًا تأمليًا وتحليليًا.

#### البنية الروائية والتاريخ
تحاول الرواية تجاوز النص التاريخي المرجعي لتقديم بنية روائية متخيلة ذات أبعاد أدبية. الشخصيات تتحرك بحرية داخل النص، مما يمنح البناء الروائي حيوية وانفتاحًا. كما أن الرواية تعكس رؤية فلسفية حول التاريخ وتأثيره على الحاضر، ما يجعلها أكثر من مجرد رواية تاريخية، بل عملًا أدبيًا يحمل أبعادًا رمزية وثقافية.
يُقدّم أحمد رفيق عوض في رواية عكا والملوك رؤية جديدة للتاريخ، حيث يجعل الشخصيات والأحداث تتحرك بحرية بعيدًا عن الطرح التقليدي للتاريخ. هذه المقاربة تُضفي على الرواية طابعًا ملحميًا يُبرز التفاعل بين المكان، الزمن، والشخصيات، ما يجعلها تجربة قراءة فريدة تحمل في طياتها العديد من الدلالات العميقة.